# Велика Лукања
Велика Лукања је насеље Града Пирота у Пиротском округу. Према попису из 2022. има 1 становник (према попису из 2002. било је 17 становника).

## Историја
Српска основна школа у месту постоји од 1840. године.

## Географски положај
Петнаест километара северно од Пирота, између огранака Старе планине са северне и Видлича са јужне стране, простире се узана долина правцем исток – запад, у дужини од око 15 километара, названа Средњи Висок. Кроз њу тече река Височица и на њеној десној страни, на самом ушћу притоке Гостушице, се налази село Велика Лукања.
У наведеном долинском простору од око 80 квадратних километара налазе се поред Лукање још и следећа села: Паклештица и Бела источно, Гостуша северно, Мала Лукања и Завој западно и Покревеник и Копривштица југозападно од Велике Лукање. Сва ова села природно гравитирају према Великој Лукањи, па је због тога она административни, политички и културно–просветни центар тога краја, тј. Средњег Висока и некадашњи центар и седиште среза Височког.
Средњи Висок има неких посебности у односу на друге суседне крајеве Горњег и Доњег Висока.То је пре свега затворен долински простор са свих страна, па се из њега излази или у њега улази само са југа из правца Пирота. Са севера је ограничена деловима Старе планине, а са југа толемим Церцељом и кршевитим Пажаром (1187 м). Ови масиви источно од Паклештице толико су се приближили да је Височица направила кањон у дужини од 2 км звани Владикина плоча чије су стране високе преко 500 м па је веза са Горњим Високом могућа једино пешице или запрегом. И на супротној страни, на западу, поменути масиви и Височица направили су ниже Завоја такође кањон звани Мртвачки мост, дужине око 5 км и на тој страни излаз је могућ само пешице и коњем.
Овако затворен Средњи Висок нашао је излаз само према Пироту, односно на југ, преко превоја званог Копривштички крст високог преко 1000 метара. Постављена траса пута на овом правцу одувек је била неподесна и тешко проходна (6 км узбрдно од Височице до Копривштичког крста и 10 км низбрдно преко Нишора до Пирота), па је у кишним и зимским данима обустављено кретање запрежном стоком.
После Другог светског рата дошло до бржег развоја овог краја.Изграђен је пут 1956. године Пирот – Велика Лукања и уведен аутобуски саобраћај, отворена је осмогодишња школа у Великој Лукањи, модернизована је задружна организација увођењем нових кооперативних односи, нарочито у сточарству и преради млечних производа, доведена је електрична енергија, један број породица са малим земљишним поседом колонизован је у Војводину, док се приличан вишак радне снаге запослио у привреди и
ванпривреди Пирота. На тај начин су у Средњем Високу, па и Великој Лукањи, створени услови за један бољи живот и отворене перспективне могућности за развој.
После настанка Завојског језера, настала је идеја да се оно вишеструко повећа чиме би била потопљена
села Велика Лукања и Паклештица. Од онда, од 1965. године, Велика Лукања почиње да стагнира а са протицањем времена и да одумире. Људи су почели са грађењем кућа – других домова у Пироту и околини, где су се млади и запошљавали, а у селу су остали само стари да би сачекали исплату имовине, па да и они оду својој деци. Како се формирање језера одужило, многи су стари
већ помрли а домови опустели.
Данас село Велика Лукања практично не постоји, остаци села се налазе на дну језера.

## Демографија
У насељу Велика Лукања живи 17 пунолетних становника, а просечна старост становништва износи 66,3 година (62,0 код мушкараца и 72,5 код жена). У насељу има 8 домаћинстава, а просечан број чланова по домаћинству је 2,13.
Ово насеље је великим делом насељено Србима (према попису из 2002. године), а у последња три пописа, примећен је пад у броју становника.
|  |

| Демографија | Демографија | Демографија |
| Година      | Становника  | Становника  |
| ----------- | ----------- | ----------- |
| 1948.       | 719         |             |
| 1953.       | 693         |             |
| 1961.       | 662         |             |
| 1971.       | 517         |             |
| 1981.       | 327         |             |
| 1991.       | 22          | 22          |
| 2002.       | 17          | 17          |

| Етнички састав према попису из 2002.‍ | Етнички састав према попису из 2002.‍ | Етнички састав према попису из 2002.‍ | Етнички састав према попису из 2002.‍ | Етнички састав према попису из 2002.‍ |
| ------------------------------------ | ------------------------------------ | ------------------------------------ | ------------------------------------ | ------------------------------------ |
|                                      |                                      |                                      |                                      |                                      |
| Срби                                 | Срби                                 |                                      | 16                                   | 94,11%                               |
| непознато                            | непознато                            |                                      | 0                                    | 0,0%                                 |

| \| \| м \| \| \| ж \| \| ? \| 0 \| \| \| 0 \| \| 80+ \| 1 \| \| \| 1 \| \| 75—79 \| 1 \| \| \| 1 \| \| 70—74 \| 2 \| \| \| 2 \| \| 65—69 \| 2 \| \| \| 1 \| \| 60—64 \| 0 \| \| \| 0 \| \| 55—59 \| 1 \| \| \| 2 \| \| 50—54 \| 0 \| \| \| 0 \| \| 45—49 \| 0 \| \| \| 0 \| \| 40—44 \| 2 \| \| \| 0 \| \| 35—39 \| 1 \| \| \| 0 \| \| 30—34 \| 0 \| \| \| 0 \| \| 25—29 \| 0 \| \| \| 0 \| \| 20—24 \| 0 \| \| \| 0 \| \| 15—19 \| 0 \| \| \| 0 \| \| 10—14 \| 0 \| \| \| 0 \| \| 5—9 \| 0 \| \| \| 0 \| \| 0—4 \| 0 \| \| \| 0 \| \| Просек : \| 62,0 \| \| \| 72,5 \| |      |  |  |      |
| |      |  |  |      |
| | м    |  |  | ж    |
| ? | 0    |  |  | 0    |
| 80+ | 1    |  |  | 1    |
| 75—79 | 1    |  |  | 1    |
| 70—74 | 2    |  |  | 2    |
| 65—69 | 2    |  |  | 1    |
| 60—64 | 0    |  |  | 0    |
| 55—59 | 1    |  |  | 2    |
| 50—54 | 0    |  |  | 0    |
| 45—49 | 0    |  |  | 0    |
| 40—44 | 2    |  |  | 0    |
| 35—39 | 1    |  |  | 0    |
| 30—34 | 0    |  |  | 0    |
| 25—29 | 0    |  |  | 0    |
| 20—24 | 0    |  |  | 0    |
| 15—19 | 0    |  |  | 0    |
| 10—14 | 0    |  |  | 0    |
| 5—9 | 0    |  |  | 0    |
| 0—4 | 0    |  |  | 0    |
| Просек : | 62,0 |  |  | 72,5 |

| Година пописа     | 1948. | 1953. | 1961. | 1971. | 1981. | 1991. | 2002. |
| ----------------- | ----- | ----- | ----- | ----- | ----- | ----- | ----- |
| Број домаћинстава | 111   | 114   | 122   | 115   | 88    | 10    | 8     |

| Број чланова      | 1 | 2 | 3 | 4 | 5 | 6 | 7 | 8 | 9 | 10 и више | Просек |
| ----------------- | - | - | - | - | - | - | - | - | - | --------- | ------ |
| Број домаћинстава | 1 | 6 | 0 | 1 | 0 | 0 | 0 | 0 | 0 | 0         | 2,13   |

| Пол    | Укупно | Неожењен/Неудата | Ожењен/Удата | Удовац/Удовица | Разведен/Разведена | Непознато |
| ------ | ------ | ---------------- | ------------ | -------------- | ------------------ | --------- |
| Мушки  | 10     | 2                | 6            | 1              | 1                  | 0         |
| Женски | 7      | 0                | 6            | 1              | 0                  | 0         |
| УКУПНО | 17     | 2                | 12           | 2              | 1                  | 0         |

| Пол    | Укупно                    | Пољопривреда, лов и шумарство | Рибарство                            | Вађење руде и камена | Прерађивачка индустрија       |
| ------ | ------------------------- | ----------------------------- | ------------------------------------ | -------------------- | ----------------------------- |
| Мушки  | 8                         | 8                             | 0                                    | 0                    | 0                             |
| Женски | 7                         | 7                             | 0                                    | 0                    | 0                             |
| Укупно | 15                        | 15                            | 0                                    | 0                    | 0                             |
|        |                           |                               |                                      |                      |                               |
| Пол    | Производња и снабдевање   | Грађевинарство                | Трговина                             | Хотели и ресторани   | Саобраћај, складиштење и везе |
| Мушки  | 0                         | 0                             | 0                                    | 0                    | 0                             |
| Женски | 0                         | 0                             | 0                                    | 0                    | 0                             |
| Укупно | 0                         | 0                             | 0                                    | 0                    | 0                             |
|        |                           |                               |                                      |                      |                               |
| Пол    | Финансијско посредовање   | Некретнине                    | Државна управа и одбрана             | Образовање           | Здравствени и социјални рад   |
| Мушки  | 0                         | 0                             | 0                                    | 0                    | 0                             |
| Женски | 0                         | 0                             | 0                                    | 0                    | 0                             |
| Укупно | 0                         | 0                             | 0                                    | 0                    | 0                             |
|        |                           |                               |                                      |                      |                               |
| Пол    | Остале услужне активности | Приватна домаћинства          | Екстериторијалне организације и тела | Непознато            | Непознато                     |
| Мушки  | 0                         | 0                             | 0                                    | 0                    | 0                             |
| Женски | 0                         | 0                             | 0                                    | 0                    | 0                             |
| Укупно | 0                         | 0                             | 0                                    | 0                    | 0                             |